# Schoettella celiae
Schoettella celiae är en urinsektsart som beskrevs av Fernandes och de Mendonça 1998. Schoettella celiae ingår i släktet Schoettella och familjen Hypogastruridae. Inga underarter finns listade i Catalogue of Life.